# Haglundia elegantior
Haglundia elegantior är en svampart som beskrevs av Graddon 1967. Haglundia elegantior ingår i släktet Haglundia och familjen Dermateaceae.   Inga underarter finns listade i Catalogue of Life.
I den svenska databasen Dyntaxa används istället namnet Mollisia elegantior för samma taxon.  Arten har ej påträffats i Sverige.